# Uskok przesuwczy

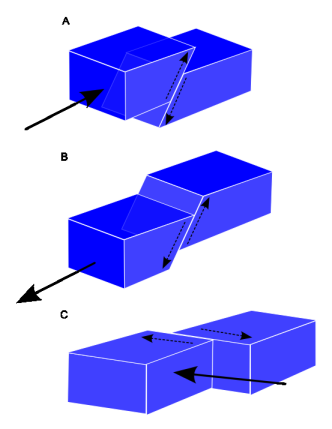
Uskoki (C – uskok przesuwczy)

Uskok przesuwczy (uskok listwowy) – uskok, na którym przemieszczenie zachodzi równolegle do rozciągłości powierzchni uskokowej, w odróżnieniu od uskoków zrzutowych – normalnych i odwróconych. Zuskokowane bloki przesuwają się równolegle do uskoku, nie odsuwając się od siebie. Uskoków przesuwczych nie należy mylić z uskokami transformacyjnymi, związanymi ze zjawiskiem spreadingu (rozrostu) dna oceanicznego.

## Podział uskoków przesuwczych
Ze względu na składowe ruchu wyróżniamy:
- uskok lewoprzesuwczy (uskok lewoskrętny, uskok sinistralny) – zwrot ruchu względnego wywołuje rotację lewoskrętną (przeciwną ruchowi wskazówek zegara)
- uskok prawoprzesuwczy (uskok prawoskrętny, uskok dekstralny) – zwrot ruchu względnego wywołuje rotację prawoskrętną (zgodną z ruchem wskazówek zegara)

## Uskoki zrzutowo-przesuwcze
Rzeczywiste uskoki często mają zarówno składową zrzutową, jak i przesuwczą, tzn. ruch zachodzi ukośnie względem rozciągłości uskoku.
Są to uskoki zrzutowo-przesuwcze, wśród których możemy wyróżnić:
- uskok normalno-przesuwczy – powierzchnia uskokowa nachylona w stronę skrzydła zrzuconego
- uskok inwersyjno-przesuwczy – powierzchnia uskokowa nachylona w stronę skrzydła wiszącego
- uskok progowo-przesuwczy – powierzchnia uskokowa pionowa

Uskoki te mogą być zarówno prawoskrętne, jak i lewoskrętne, np. uskok progowo-przesuwczy, prawoskrętny.
Najszybsze uskoki zrzutowo-przesuwcze to:
1. Uskok alpejski wędrujący w tempie 30 mm/rok
2. Uskok San Andreas wędrujący w tempie 25 mm/rok
3. Uskok Północnoanatolijski wędrujący w tempie 20 mm/rok
4. Uskok Denali wędrujący w tempie 10 mm/rok
5. Uskok Ałtyn Tag wędrujący w tempie 9 mm/rok